# Geständnisse – Confessions of a Dangerous Mind
Geständnisse – Confessions of a Dangerous Mind ist George Clooneys Regiedebüt aus dem Jahre 2002.
Der Film entstand nach den Memoiren  des US-amerikanischen Showmasters Chuck Barris, der unter anderem als Erfinder der berüchtigten Gong-Show in die Annalen des Showbusiness einging und der auch Erfinder der Show The Dating Game war, die als Herzblatt im deutschsprachigen Raum bekannt wurde.

## Handlung
Die Rahmenhandlung des Films spielt im Jahr 1981: Der Showmaster Chuck Barris hat sich in einem Hotelzimmer in New York vor seiner Freundin und dem Rest der Welt versteckt und blickt desillusioniert auf sein Leben zurück. In Rückblenden wird von da an die eigentliche Geschichte erzählt, die ungefähr Anfang der 50er Jahre einsetzt. Chuck Barris lebt in New York und verbringt sein Leben mit unerfüllenden Frauenbekanntschaften, während er zunächst eher erfolglos versucht, beim aufstrebenden  Fernsehen Karriere zu machen. Dabei arbeitet er einige Zeit lang bei der Musiksendung American Bandstand, wo er einige Songs schreibt, die der Showmaster Dick Clark von Bands in seiner Show singen lässt. In dieser Zeit lernt er zufällig Penny Pacino kennen. Sie ist die Mitbewohnerin seiner Kollegin Debbie, einer Bühnenarbeiterin, mit der Barris am Set für American Bandstand arbeitet. Schließlich hat Chuck mit ihr einen One-Night-Stand. Penny wird daraufhin seine langjährige Freundin. Einige Zeit später wird die Idee seiner neuen Fernsehshow The Dating Game vom Fernsehsender ABC angenommen. Barris hofft nun darauf, reich und berühmt zu werden.
Parallel zu seiner Karriere als Showmaster wird Barris gegen Mitte der 1960er Jahre von Jim Byrd für die CIA als Auftragsmörder angeworben und tötet danach nach eigenen Aussagen bis 1980 insgesamt 33 Menschen. Dabei arbeitet er zeitweise mit der Killerin Patricia Watson zusammen, mit der ihn eine Liebesaffäre verbindet. Gleichzeitig produziert er weiterhin verschiedene Fernsehshows. Mit der Zeit steigt Barris tatsächlich zur landesweiten Berühmtheit auf. Die Kandidaten der Show The Dating Game erhalten als Preise Auslandsreisen, bei denen sie von Barris begleitet werden, der sie als Tarnung für seine Einsätze für die CIA nutzt. Bei einem Einsatz in Ost-Berlin im Jahr 1970 wird Barris verhaftet und kurz darauf gegen einen sowjetischen Agenten ausgetauscht.
In den folgenden Jahren nähert sich die Karriere von Barris mit der neuen Gong Show ihrem Höhepunkt. Zunehmend wird Barris jedoch wegen seiner Shows auch als mitverantwortlich für den Qualitätsverfall des Fernsehens kritisiert. In den mehrfach eingestreuten Szenen der Rahmenhandlung macht Barris sich nachträglich diese Kritik zu eigen.
Byrd beauftragt Barris Ende der 1970er Jahre mit der Suche nach einem Doppelagenten, der unter anderem die Operation in Berlin verraten haben muss. Nach und nach tötet dieser Doppelagent alle anderen Mitwisser einschließlich Byrd. Barris muss nun annehmen, dass er das nächste und letzte Ziel des Killers sein wird. Voller Angst steht er in seiner eigenen Show kurz vor dem Nervenzusammenbruch und versteckt sich danach in dem New Yorker Hotel, wo der Film schließlich zur Rahmenhandlung zurückkehrt. Barris verlässt einige Wochen später sein Versteck und besucht Patricia Watson, die er für den Killer hält, in ihrer Wohnung in Boston. Dort versucht Watson im Anschluss an eine weitere gemeinsam verbrachte Nacht, Barris zu vergiften, rechnet jedoch nicht damit, dass Barris den Spieß umdreht und stattdessen sie vergiftet.
Am Ende heiratet Barris seine Freundin Penny, die auf die Hochzeit jahrelang gewartet hatte. Bei der Hochzeit sieht Barris in einer kurzen Vision Byrd sowie weitere Personen, für deren Tod er verantwortlich ist. Barris gesteht daraufhin seiner Frau, dass er als Auftragskiller für die CIA tätig war. Penny betrachtet dies als einen gelungenen Witz und lacht herzlich darüber. Nach kurzem Zögern lacht Barris mit.
Chuck Barris hat eine letzte Show-Idee. Drei alte Männer erzählen mit geladener Waffe in der Hand von den Träumen, die sie als junge Männer hatten und wie viele sich davon erfüllt haben. Derjenige, der sich nicht erschießt, gewinnt die Spielshow und erhält einen Kühlschrank. 

## Hintergrund
Produziert wurde der Film von Clooneys Freund und Kollegen Steven Soderbergh, mit dem er schon Filme wie Ocean’s Eleven und Solaris realisiert hat. Die Produktionskosten betrugen schätzungsweise 29 Millionen US-Dollar. Der Film wurde in Kalifornien, in Florida, in Mexiko und in Montreal gedreht.
Einige Hollywood-Stars haben kurze Cameo-Auftritte, zum Beispiel Matt Damon und Brad Pitt als Kandidaten in einer von Barris' Shows. Der „echte“ Chuck Barris ist in einer Originalaufnahme einer Szene aus einer seiner Shows sowie in einer weiteren Szene am Ende des Filmes zu sehen. Barris war während der Produktion des Films beratend tätig.
Im Film werden verschiedene Musiktitel des deutschen Komponisten Peter Thomas verwendet. Diese stammen aus verschiedenen Edgar-Wallace-Verfilmungen der 1960er Jahre und wurden in Original-Mono in Clooneys Film eingespielt. Es waren die Titel Theme for Lucy, Dandy Club und Traitor’s Growl aus Das Verrätertor sowie aus Der Zinker der Titel The Dandy Walks Again.
Der Film spielte in den Kinos der USA etwa 16 Millionen US-Dollar ein.

## Bezüge zu Barris’ Leben
Der Film basiert auf dem Buch Confessions of a Dangerous Mind, der Autobiografie von Chuck Barris. Seine Behauptungen, er habe für die CIA gearbeitet, werden von dieser dementiert. Auch Barris selbst macht über deren Wahrheitsgehalt in Interviews keine eindeutigen Aussagen. Auch der Film nimmt zu den Behauptungen nicht ausdrücklich Stellung, sondern überlässt die Beurteilung darüber dem Zuschauer.

## Kritiken
David Hunter schrieb in der Zeitschrift The Hollywood Reporter vom 9. Dezember 2002, der Film gehöre zu den meistversprechenden Regiedebüts eines Schauspielers und müsse unbedingt gesehen werden („One of the most auspicious directing debuts by an actor (…) is another must-see Christmas offering from Miramax“). Sam Rockwell gebe eine der besten Darstellungen des Jahres. Drew Barrymore spiele mit Hemmungen, aber Julia Roberts zeige eine wildere Seite als gewöhnlich. Der „bewährte“ Rutger Hauer sei „exzellent“ in der Rolle eines CIA-Agenten.
Kenneth Turan schrieb in der Los Angeles Times vom 31. Dezember 2002, die Geschichte des Erfinders der am meisten irritierenden Shows der Fernsehgeschichte würde als am meisten irritierender Film verfilmt. Er sei derart langweilig („tedious“), dass man unmöglich darauf achten könne, ob die „Prahlerei“ der Wahrheit entspreche oder nicht. Clooney arbeite „expertenhaft“ mit einigen Darstellern wie der gut agierenden Drew Barrymore, aber er sei zu nachgiebig gegenüber den anderen wie Julia Roberts, die als konkurrierende Profikillerin über den „Zwinker-Zwinker-Stil“ stolpere.

## Auszeichnungen
Hauptdarsteller Sam Rockwell wurde auf der Berlinale 2003 als Bester Darsteller mit dem Silbernen Bären ausgezeichnet und für den Golden Satellite Award nominiert.
Charlie Kaufman gewann im Jahr 2002 den National Board of Review Award; George Clooney wurde für einen Sonderpreis des National Board of Review nominiert. Sam Rockwell gewann im Jahr 2003 den Phoenix Film Critics Society Award, Charlie Kaufman für das Drehbuch und der Film für die Verwendung der früher veröffentlichten Musik wurden für den gleichen Preis nominiert. Maggie Gyllenhaal gewann 2003 den Chicago Film Critics Association Award, George Clooney wurde für den gleichen Preis nominiert. Der Film wurde 2003 mit dem Las Vegas Film Critics Society Award ausgezeichnet.
Charlie Kaufman gewann im Jahr 2003 den Broadcast Film Critics Association Award. Der Film wurde 2003 für den Tonschnitt für den Golden Reel Award der Motion Picture Sound Editors nominiert.